# Vlasovec mízní
Vlasovec mízní (Wuchereria bancrofti) je parazitická hlístice patřící mezi filárie z čeledi Onchocercidae. Je to cizopasník člověka a některých dalších primátů.
Přenašečem vlasovce jsou krevsající komáři z rodů Aedes, Culex, Anopheles či Mansonia. Při sání se do krve definitivního hostitele (např. člověka) dostanou mikrofilárie. Dospělec se vyvine a usadí v mízních uzlinách. Ucpává je, načež dochází ke zbytňování okolní tkáně uzliny – nemoc elefantiáza. Dochází tím k obrovskému zvětšení některých částí těla, u mužů například šourku do velikosti pytle brambor, u žen velikých prsů, obecně končetin (tzv. sloní noha, nesprávně elefantiáza). V dospělosti velmi tencí, ale až desítky centimetrů dlouzí červi žijí v lymfatických cévách, které mohou ucpat a způsobit vedle zánětů tak typické otoky, elefantiázy. Pro nemoc je charakteristická dlouhá doba do propuknutí poměrně pestré klinické manifestace choroby i její protrahovaný průběh. Procento bezpříznakových nosičů trvale žijících v oblastech výskytu je ale vysoké. V subtropech a tropech rodí oplodněná samička (80–100 mm x 240–300 µm) této filárie v lymfatickém systému člověka právě takové larvy, mikrofilárie (230–290 x 6–8 µm). Ty bez nasátí komárem/mezihostitelem přibližně po deseti týdnech hynou. V těle přenašeče cirkulují z žaludku do hrudních svalů, dále do spodního pysku a právě odtud pak při dalším sání aktivně pronikají na kůži hostitele a skrze ni do cévního řečiště. Rostou a dospívají v lymfatických cestách.
Záhadou zůstává maximální výskyt mikrofilárií v krvi v nočních hodinách („Microfilaria nocturna“), což ale odpovídá maximu aktivity komárů. Den tráví mikrofilárie v plicních kapilárách a vyšetření krve tedy může být falešně negativní (cirkadiální rytmus se udrží i po změně časového pásma). Léčí se ivermektinem.